# Kunradersteengroeve

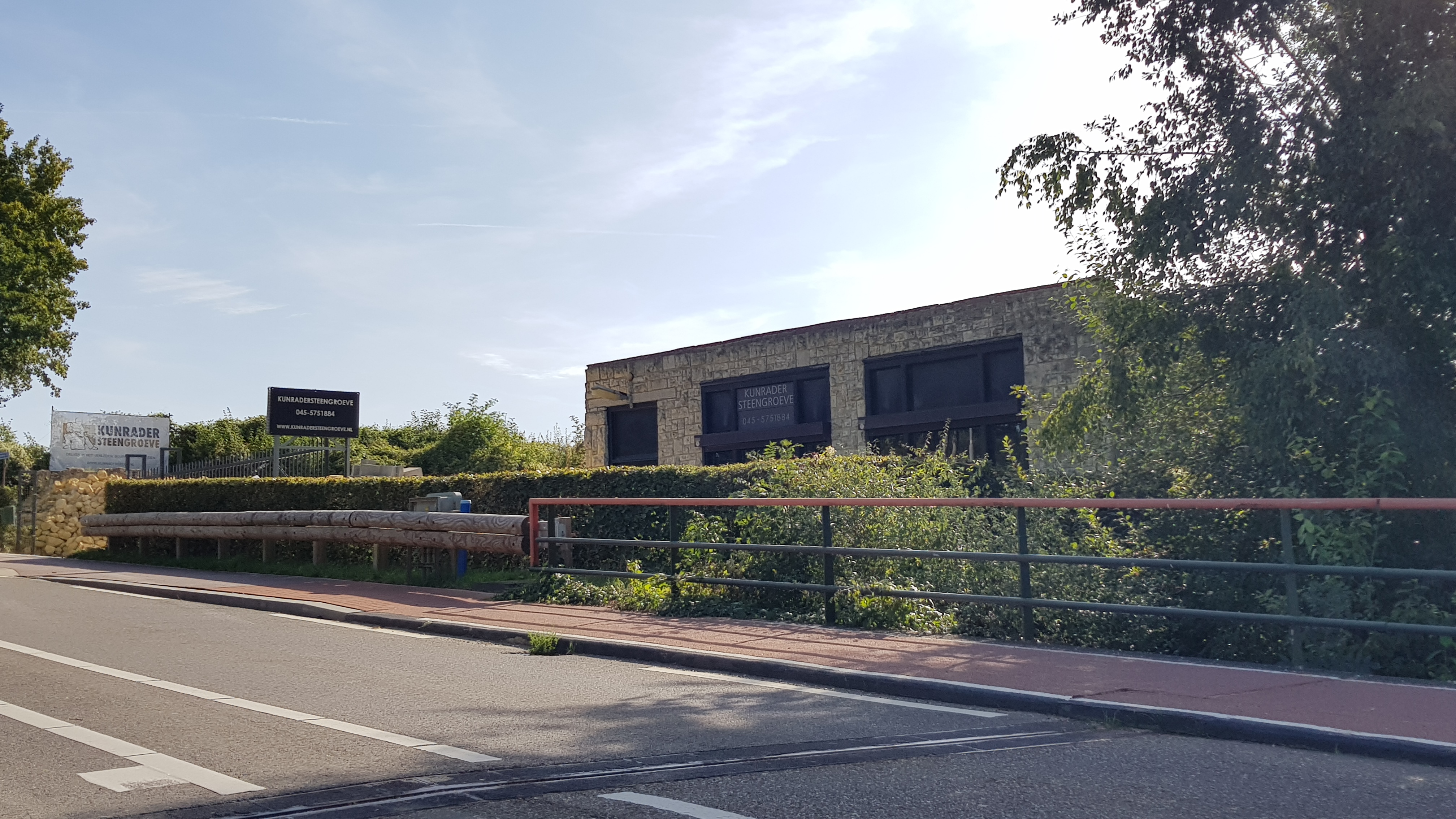
Kunradersteengroeve

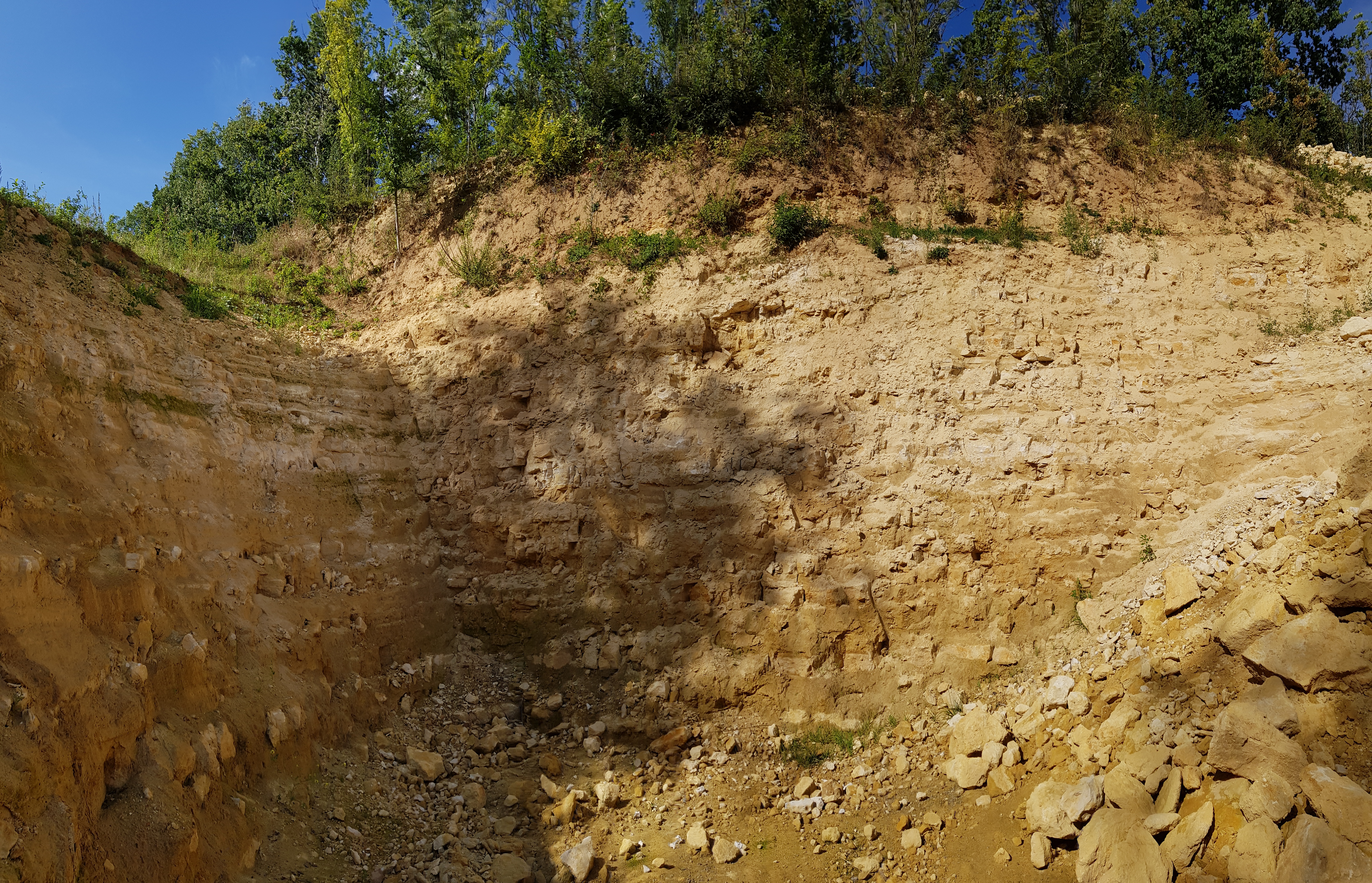
verschillende lagen kalksteen in de groeve

De Kunradersteengroeve is een bovengrondse kalksteengroeve in Kunrade in de Nederlandse gemeente Voerendaal in Zuid-Limburg. In de groeve wordt in dagbouw Kunrader Kalk gewonnen. Het kalksteen in de groeve bestaat uit harde en zachte lagen die elkaar afwisselen. Het kalksteen uit de groeve is van de Formatie van Maastricht.
De dagbouwgroeve ligt ten westen van de Bergseweg van Kunrade naar Ubachsberg aan de A79. Op ongeveer 250 meter ten westen van de groeve bevindt zich de Hoeve Overst-Voerendaal, naar het oosten ligt de heuvel Kunderberg met aldaar de Groeve Kunderberg, de typelocatie van Kunrader kalksteen. De groeve ligt aan de noordrand van het Plateau van Ubachsberg, niet ver van de Kunraderbreuk.

## Geschiedenis
In 1902 startte de ontginning van de Kunradersteengroeve. Bij de groeve bevond zich een kalkbranderij.
Tot 1970 was de groeve in gebruik en werd gesloten vanwege de sterke afname van de vraag naar Kunradersteen als gevolg van het toenemende gebruik van baksteen. Ook moest ze sluiten vanwege de aanleg van de snelweg.
Sinds 2012 wordt de Kunradersteengroeve weer gebruikt voor de winning van kalksteen en heeft men een vergunning voor twintig jaar. De vraag naar Kunrader kalksteen was namelijk weer toegenomen vanwege de verbouwing of restauratie van gebouwen die opgetrokken zijn in deze kalksteen. Voor die tijd kon men alleen vrijgekomen Kunrader kalksteen gebruiken dat vrijkwam bij de sloop van gebouwen. De nieuwe groeve ligt direct ten zuiden van de oude groeve. 
Een bekend gebouw waarvoor gebruik is gemaakt van Kunradersteen is de zogenoemde Steentjeskerk in Eindhoven.

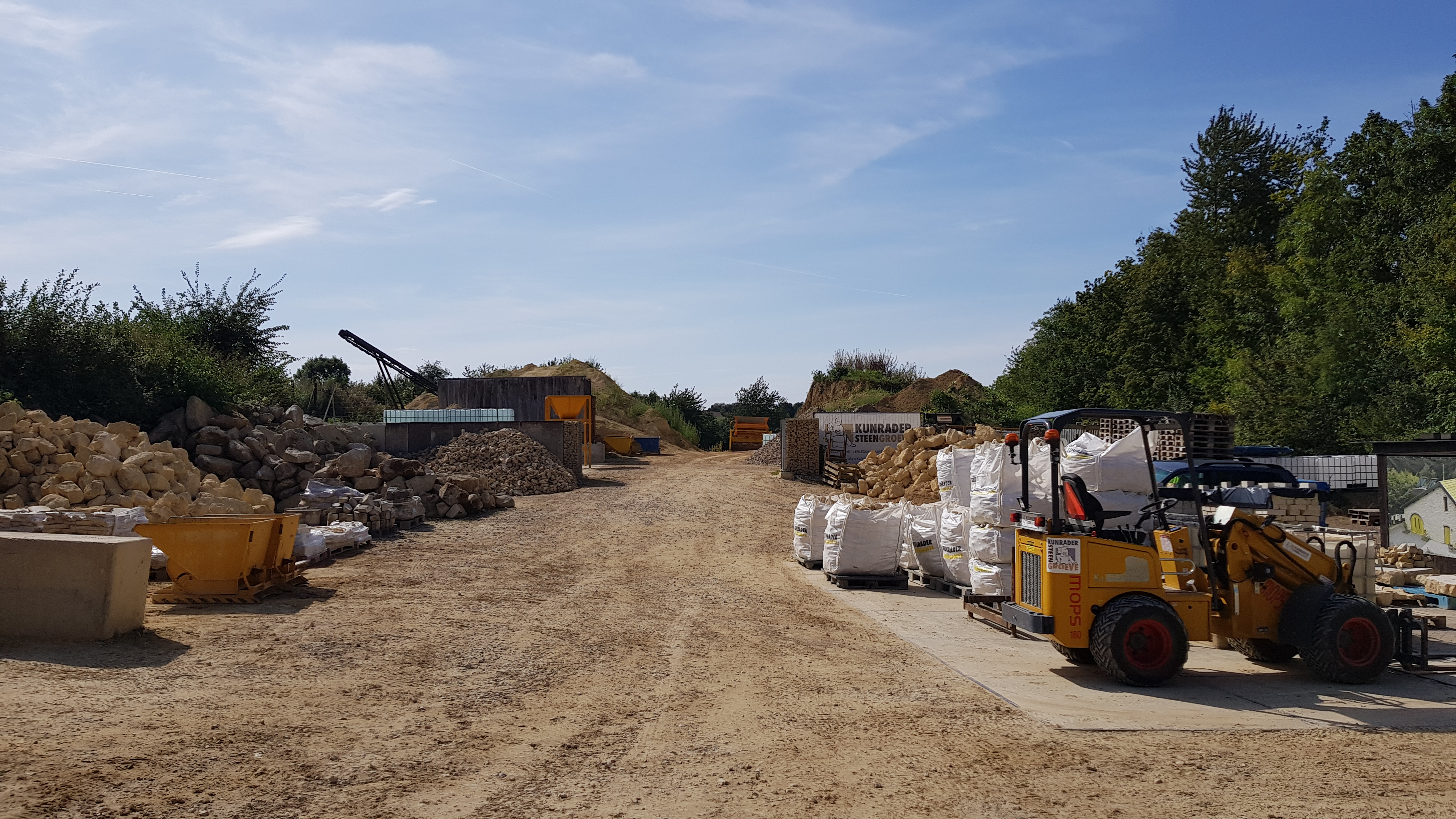
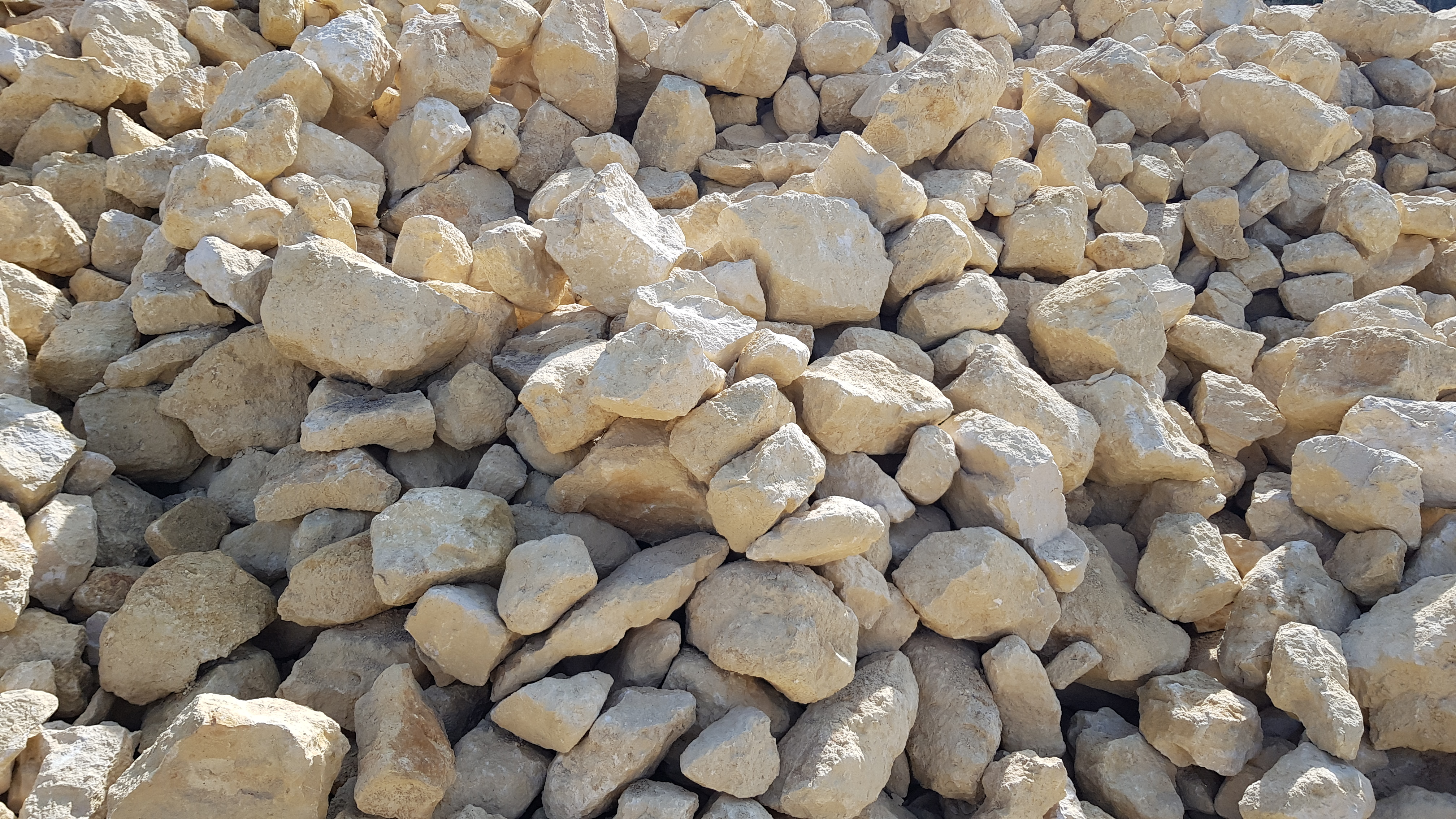
gesorteerde brokken kalksteen gewonnen in de groeve
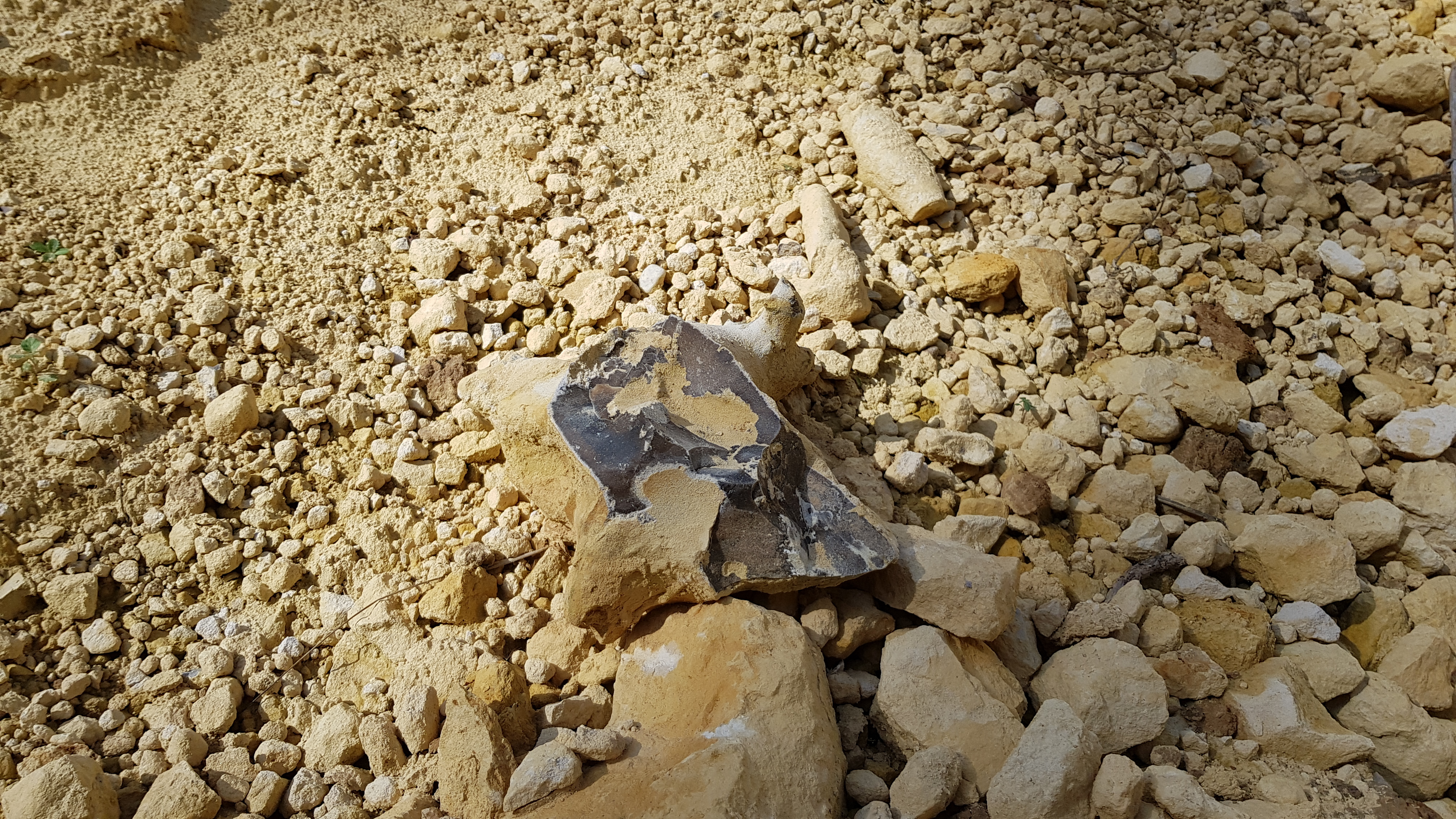
brok vuursteen
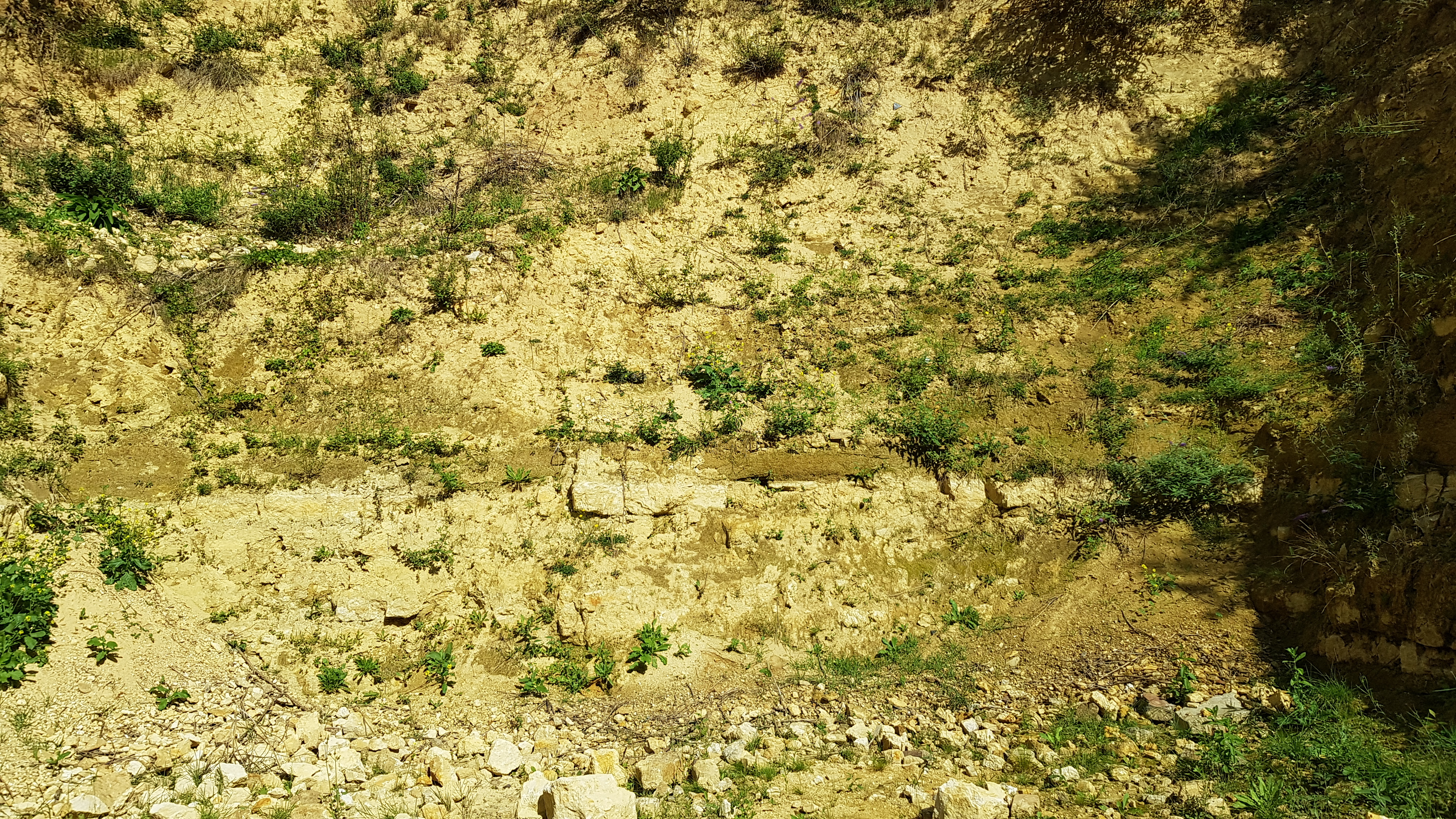
harde en zachte kalksteenlagen
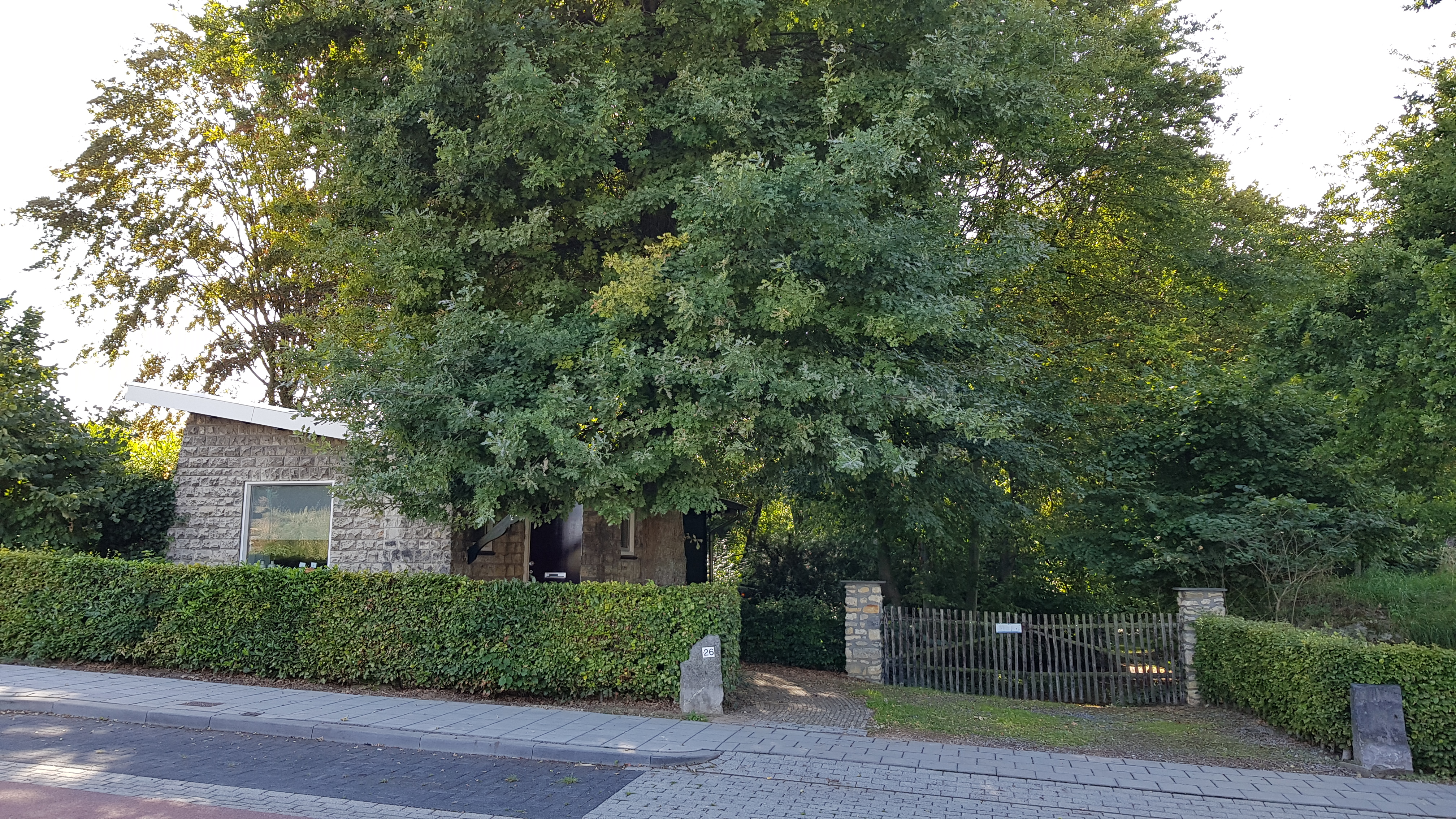
voormalige ingang van de oude groeve
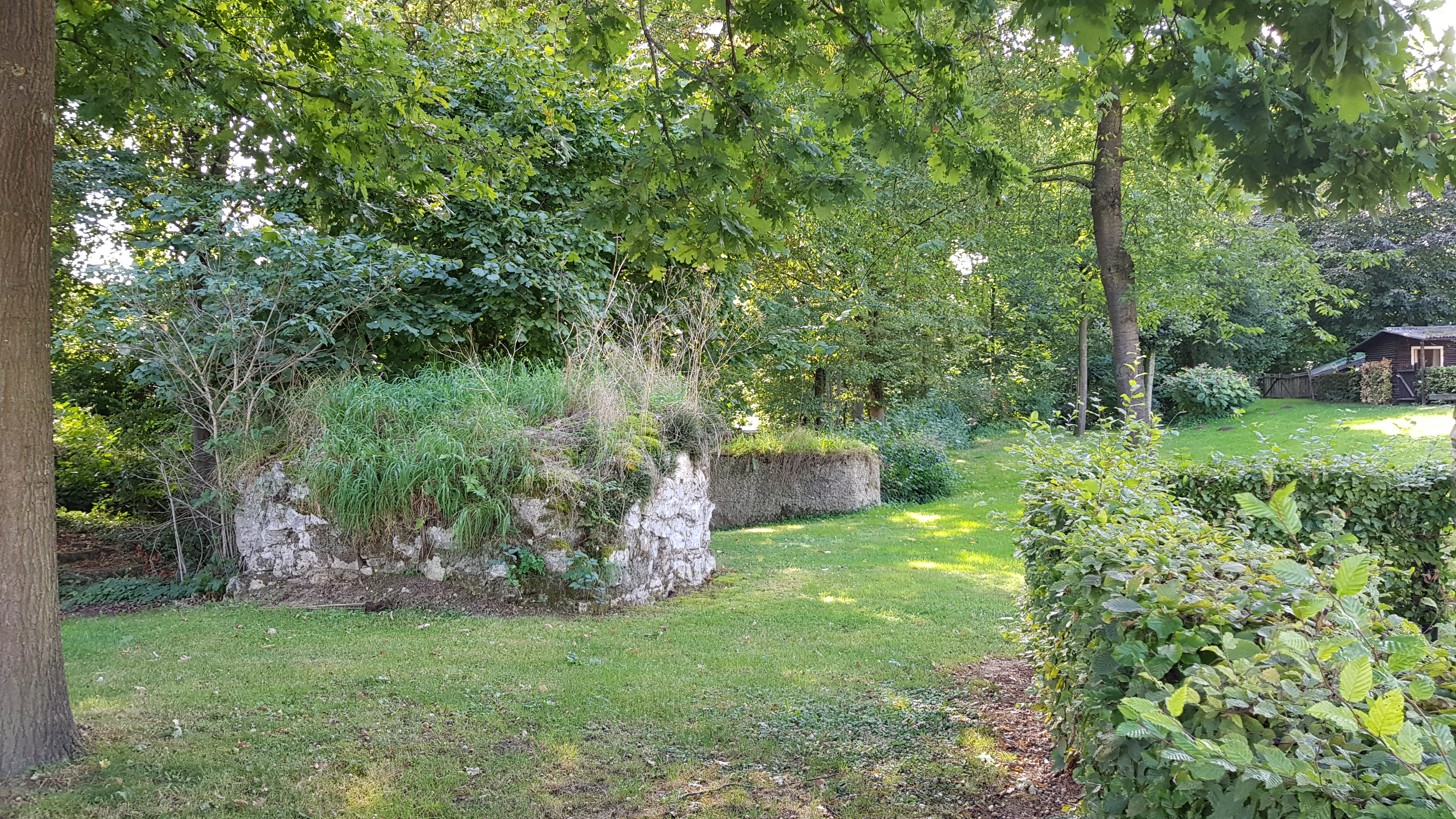